# Храм А-Ма
Храм А-Ма (кит. трад.: 媽閣廟; спрощ.: 妈阁庙 піньїнь: Māgé Miào; порт. Templo de A-Má) — даоський храм, розташований у південній частині півострова Макао. Один з найстаріших і найвідоміших даоських храмів Макао. Спорудження храму почалося 1488 року. Храм А-Ма присвячений богині Мацзу, покровительці моряків та рибалок. 2005 року разом з історичним центром Макао храм А-Ма було занесено до списку Світової спадщини ЮНЕСКО.

## Короткий опис
Храм А-Ма вважається символом китайської культури в Макао. Сама назва Макао, власне, походить від назви цього храму.
До храмового комплексу А-Ма входить Портиковий павільйон, павільйон Священиків, павільйон Благовоління, павільйон Гуанінь та буддистський павільйон Дзенджао Чанлінь. Кожен павільйон присвячений поклонінню певного китайського божества. Таким чином храм А-Ма є унікальним зразком поєднання різних впливів на китайську культуру: даосизм, буддизм, конфуціанство та різні народні вірування. Павільйони було споруджено в різні епохи, а сьогоднішня композиція храму існує з 1828 року.
Павільйон Священиків, відомий також під назвою «Перший палац священної гори» було споруджено з граніту 1605 року; він був відреставрований 1828 року. Цей павільйон із зеленою покрівлею, озбодлений ринвами та заґратованими вікнами, присвячений богині мореплавців Тіан Ху.
Павільйон Благовоління також має дах зеленого кольору, подібний до попереднього павільйону. Його датують 1488 роком, тобто цей павільйон був частиною первинної структури храму. В будівництві цього павільйону використовували як граніт, так і цеглу. Цей павільйон менший за павільйон Священиків, він розташований на пагорбі Барра.
Трохи вище на тому самому пагрбі знаходиться павільйон Гуанінь, споруджений з цегли. Час спорудження цього павільйону не з'ясований. Тут також проводилися реставраційні роботи 1828 року.
Буддистський павільйон є найбільшим та найвишуканішим з погляду архітектури. Тут розміщено святилище, присвячене богині мореплавців, яке оточене чотирма колонами. Фасад прикрашений портиком у формі місяця, що оздоблений різноколірними скульптурами.
Портиковий павільйон споруджено з граніту. Він близько 4,5 м заввишки. В оздобленні павільйону використано керамічні зображення тварин на ринвах та високих точках споруди. Поряд з головною брамою, яку «охороняє» пара кам'яних левів, знаходиться меморіальна арка, крізь яку можна потрапити до павільйону Священиків, що розташований навпроти павільйону Благовоління. Арка та три павільйони розташовані на одній осі.